# Gebo Cermex
 (février 2016).
Gebo Cermex est une entreprise spécialisée dans l'ingénierie de ligne de conditionnement qui fabrique notamment des solutions d'encaissage, de suremballage et de palettisation.
L'entreprise est basée en France et dispose de plus de 20 sites commerciaux et sites de fabrication dans toutes les régions principales du monde.
Gebo Cermex est le résultat de l'union des deux marques : Gebo et Cermex, deux acteurs de l'ingénierie de ligne de conditionnement sur divers secteurs du marché (boissons, produits alimentaires, produits pharmaceutiques, etc.)
Les domaines d'activité stratégique de Gebo Cermex s'articulent autour des pôles suivants: l'ingénierie de ligne, la fourniture d'une gamme d'équipements et de service complets et une partie engineering destinée à accroitre les performances des outils de production.

## Historique
Gebo a été fondée en 1964 par Gustave Schoen. Elle était alors spécialisée dans l'ingénierie et le convoyage.
Cermex (Constructions, Etudes et Recherches de Matériel pour l'Emballage d'Expédition) a été fondée le 25 mai 1977 par Bernard Broye, Jean-Louis Benoit et Alain Lucotte. Cette entreprise était experte dans les secteurs de l'encaissage et de la palettisation. Elle intègre en 1996 le Groupe Sidel.
Sidel Group acquiert Gebo en 1997 et rejoint Tetra Laval en 2003.
En avril 2013, Gebo Cermex est créée par la fusion des marques Gebo et Cermex. L'entreprise est contrôlée par le groupe Sidel S.A, fournisseur de solutions pour l'emballage des liquides alimentaires.
Depuis le 1er janvier 2019, les équipes de Sidel et de sa filiale Gebo Cermex sont désormais regroupées au sein d’une seule entité baptisée Sidel.

## Données institutionnelles
Le siège principal se trouve à Reichstett (Bas-Rhin). En 2014, la société a réalisé un chiffre d'affaires de 400 millions d'euros soit 25 % de plus qu'en 2013. Elle compte 1 800 salariés dont 300 basés à Reichstett (Bas-Rhin).
L'entreprise possède plus de 15 bureaux commerciaux et sites de production au niveau mondial et a installé plus de 37 000 équipements dans le monde entier.

## Structure de l'entreprise
L'entreprise possède cinq sites de production: 
- Ingénierie, intégration et convoyage (EIC)
- Encaissage
- Fardelage
- Palettisation, dépalettisation
- Pasteurisation

## Équipements
Gebo Cermex propose une multitude d'équipements: 
- Tunnels: laveuse pour casiers plastiques, laveuse de bouteilles, pasteurisations, refroidisseurs et réchauffeurs.
- Remplissage de bouteilles verre, de canettes métalliques, etc.
- Convoyage contenants pleins: transport, accumulation, mise en couleur/distribution.
- Fardelage: processus d'emballage sous film des produits à charger.
- Encaissage: système de regroupement produits, caisses américaines, encaissage en découpes wrap around, solutions d'encaissage robotisé.
- Palettisation - dépalettisation: mise sur palette des marchandises à convoyer.
- Autres convoyeurs et systèmes d'alimentation: convoyage de packs et de caisses, répartiteur de caisses, système d'alimentation de capsules/bouchons, sécheurs.

## Avancées importantes depuis 1964[8]
(février 2016).
1964: Création de Gebo par son fondateur Gustave Schoen spécialisé dans l'ingénierie et le convoyage.
1974: Création de Cermex, leader dans l'encaissage et la palettisation.
1987: 1er palettiseur fabriqué sur le site de Parme sous le nom de Simonazzi.
1990: 1re machine de fardelage sans soudure.
1995: Première machine de lavage de bouteilles Océano pour le Groupe MODELO.
1996: Intégration de Cermex au sein du groupe Sidel.
1997: Fusions/acquisition de Gebo par Sidel Group.
2013: Création de l'organisation Gebo Cermex.